# Real Quiet

Real Quiet (1995-2010), est un cheval de course pur-sang américain. Il s'en fallut d'un nez pour qu'il remportât la Triple Couronne en 1998.

## Carrière de course
Difficile de voir en Real Quiet, au vu de son début de carrière, un prétendant à la Triple Couronne. Ce poulain aux genoux suspects, élevé par le Colombien Eduardo Gaviria dans son haras de Floride, n'a coûté que $ 17 000 aux ventes des yearlings. Il est toutefois confié à l'entraîneur Bob Baffert, l'un des entraîneurs américains les plus en vue, et qui enrichit son palmarès plus vite encore que s'accumulent autour de lui les soupçons de dopage. Difficile de voir en Real Quiet un prétendant à la Triple Couronne, donc, parce que les débuts ne sont guère brillants : il lui faut pas moins de sept courses pour briser sa condition de maiden. Mais à l'approche de l'hiver le poulain se déclenche et, après une troisième place dans un groupe 3, il se fait un nom en remportant à la surprise générale le dernier groupe 1 de l'année pour les 2 ans, le Hollywood Futurity, avec un excellent Beyer Speed Figure, ce système de rating typiquement américain basé sur les chronos.
À 3 ans, Real Quiet ne parvient pas à gagner en début d'année, mais sa deuxième place dans le Santa Anita Derby derrière Indian Charlie consolide sa candidature au Kentucky Derby. Les cartes du "Run for Roses" viennent d'être rebattues depuis que le favori de l'hiver, le phénomène Favorite Trick, premier 2 ans élu sacré cheval de l'année depuis Secretariat en 1972, vient de perdre son invincibilité dans l'Arkansas Derby remporté par Victory Gallop. Moins en vue que ses adversaires, Real Quiet, sous la monte du Louisianais Kent Desormeaux, dicte pourtant sa loi et règle à la lutte Victory Gallop, tandis qu'Indian Charlie termine troisième, plus loin, et que Favorite Trick sombre. Real Quiet remet en jeu son titre de leader de sa génération dans les Preakness Stakes, deuxième manche de la Triple Couronne. Cette fois il laisse ce même Victory Gallop à plus de deux longueurs. Retrouver ce même jumelé à l'arrivée des deux courses donne du crédit au vainqueur et il faut bien se rendre à l'évidence : ce poulain qui avant le printemps 1998 passait pour un second voire un troisième couteau, est un candidat très sérieux à la succession d'Affirmed au palmarès de la Triple Couronne, vingt ans après. Reste à conquérir les Belmont Stakes. Victory Gallop est encore là, en embuscade. Une foule des grands jours est venue assister à un morceau d'histoire. Et croit bien, au moins le temps de développer la photo-finish, ne s'être pas déplacée pour rien. Mais Victory Gallop joue à Cléopâtre : son nez eut été plus court, l'histoire eût été changé. Alors, pour un naseau, Real Quiet ne pourra se targuer que d'être, des onze poulains qui, ayant remporté les deux premières manches de la Triple Couronne, furent battus dans la troisième (parmi lesquels Spectacular Bid, Alysheba, Sunday Silence ou Silver Charm), celui qui s'en est approché le plus près sans parvenir à la toucher. Real Quiet et Victory Gallop sont comme fâchés de cette inversion des rôles entre l'élu et le dauphin, ils ne se recroiseront plus jamais sur un champ de courses. Et le premier nommé goûte à l'amertume de cette loi d'airain : quand on échoue de très peu, on échoue complètement, et s'il est naturellement élu 3 ans de l'année, il laisse filer le titre suprême de cheval de l'année au profit du 5 ans Skip Away, qui a empilé les groupe 1 toute l'année.
Après cette cruelle désillusion, Real Quiet disparaît des hippodromes pendant neuf mois. Et revient par la bande, entamant un road trip américain qui l'envoie en Louisiane, au Texas, dans le Maryland, dans le Massachusetts, en Californie. Il est deux fois battu dans des groupe 3. Pas très digne d'un quasi vainqueur de Triple Couronne. Sa carrière retrouve un peu de lustre avec une victoire dans le Pimlico Special et une autre dans la Hollywood Gold Cup, sa dernière apparition puisqu'une blessure précipite son entrée au haras. Mais c'est comme si on ne lui pardonnait pas sa défaite dans les Belmont Stakes et son palmarès troué, ses six malheureuses victoires en vingt sorties : pas retenu dans la liste des 100 meilleurs chevaux de sport hippique américain du XXe siècle établie en 1999 par le magazine The Blood-Horse, il n'est pas non plus, à ce jour, admis au Hall of Fame des courses américaines. Même les bonnes âmes qui ont voulu lui rendre hommage en donnant son nom à une rue croisant Sunday Silence Street à Prince William County en Virginie, ont trouvé le moyen de mal orthographier son nom et ont laissé Real Quite sur la plaque. Quand ça ne veut pas...

### Résumé de carrière
| Date        | Hippodrome      | Pays        | Course                      | Statut      | Distance    | Jockey        | Place       | Écart       | Vainqueur ou deuxième |
| 1997, 2 ans | 1997, 2 ans     | 1997, 2 ans | 1997, 2 ans                 | 1997, 2 ans | 1997, 2 ans | 1997, 2 ans   | 1997, 2 ans | 1997, 2 ans | 1997, 2 ans           |
| ----------- | --------------- | ----------- | --------------------------- | ----------- | ----------- | ------------- | ----------- | ----------- | --------------------- |
| 15 juin     | Churchill Downs | États-Unis  | Maiden                      |             | 1 000 m     | J. Steiner    | 7e / 11     | 10          | Dice Dancer           |
| 27 juin     | Churchill Downs | États-Unis  | Maiden                      |             | 1 200 m     | J. Steiner    | 3e / 10     | 8 ½         | Polished Brass        |
| 19 juillet  | Hollywood Park  | États-Unis  | Maiden                      |             | 1 100 m     | D. Flores     | 3e / 6      | 6 ½         | Meadow Prayer         |
| 8 août      | Santa Fe        | États-Unis  | Allowance                   |             | 1 400 m     | S. Stevens    | 3e / 10     | 7 ½         | General Gem           |
| 24 août     | Santa Fe        | États-Unis  | Indian Nations Stakes       | Listed      | 1 400 m     | S. Stevens    | 3e / 12     | 2 ¾         | Grady                 |
| 5 septembre | Del Mar         | États-Unis  | Maiden                      |             | 1 600 m     | S. Stevens    | 4e / 9      | 8           | Old Trieste           |
| 18 octobre  | Santa Anita     | États-Unis  | Maiden                      |             | 1 700 m     | K. Desormeaux | 1er / 7     | 3           | Opine                 |
| 29 novembre | Churchill Downs | États-Unis  | Kentucky Jockey Club Stakes | Gr. 3       | 1 700 m     | D. Flores     | 3e / 11     | 1 ¾         | Cape Town             |
| 14 décembre | Hollywood Park  | États-Unis  | Hollywood Futurity          | Gr. 1       | 1 700 m     | K. Desormeaux | 1er / 11    | 1           | Artax                 |
| 1998, 3 ans |                 |             |                             |             |             |               |             |             |                       |
| 18 janvier  | Golden Gate     | États-Unis  | Golden Gate Derby           | Listed      | 1 700 m     | K. Desormeaux | 8e / 8      | 22          | Clover Hunter         |
| 14 mars     | Santa Anita     | États-Unis  | San Felipe Stakes           | Gr. 2       | 1 700 m     | K. Desormeaux | 2e / 5      | tête        | Artax                 |
| 4 avril     | Santa Anita     | États-Unis  | Santa Anita Derby           | Gr. 1       | 1 800 m     | K. Desormeaux | 2e / 7      | 2 ¼         | Indian Charlie        |
| 2 mai       | Churchill Downs | États-Unis  | Kentucky Derby              | Gr. 1       | 2 000 m     | K. Desormeaux | 1er / 15    | 1/2         | Victory Gallop        |
| 16 mai      | Pimlico         | États-Unis  | Preakness Stakes            | Gr. 1       | 1 900 m     | K. Desormeaux | 1er / 10    | 2 ¼         | Victory Gallop        |
| 6 juin      | Belmont Park    | États-Unis  | Belmont Stakes              | Gr. 1       | 2 400 m     | K. Desormeaux | 2e / 11     | nez         | Victory Gallop        |
| 1999, 4 ans |                 |             |                             |             |             |               |             |             |                       |
| 7 mars      | Fair Grounds    | États-Unis  | New Orleans Handicap        | Gr. 3       | 1 800 m     | K. Desormeaux | 2e / 6      | 1/2         | Precocity             |
| 18 avril    | Lone star       | États-Unis  | Texas Mile Stakes           | Gr. 3       | 1 600 m     | G. Stevens    | 2e / 8      | enc.        | Littlebitively        |
| 8 mai       | Pimlico         | États-Unis  | Pimlico Special             | Gr. 1       | 1 900 m     | G. Stevens    | 1er / 5     | enc.        | Free House            |
| 29 mai      | Suffolk Downs   | États-Unis  | Massachusetts Handicap      | Gr. 2       | 1 800 m     | G. Stevens    | 3e / 6      | 3 ¼         | Behrens               |
| 27 juin     | Hollywood Park  | États-Unis  | Hollywood Gold Cup          | Gr. 1       | 2 000 m     | J. Bailey     | 1er / 4     | 1/2         | Budroyale             |

## Au haras
Real Quiet s'installe comme étalon dans le Kentucky, à $ 25 000 la saillie. Il sera par la suite transféré en Pennsylvanie, tout en faisant la navette avec l'hémisphère sud, en Australie et en Uruguay. Sa carrière de reproducteur sera correcte, sans être mémorable. Il a donné le champion sprinter Midnight Lute, double vainqueur de la Breeders' Cup Sprint et sacré sprinter de l'année en 2005. Il revendique aussi Pussycat Doll, triple lauréate de groupe 1, Wonder Lady Anne L., qui s'adjugea les Coaching Club American Oaks et même un champion philippin, Real Spicy, qui brilla dans la Triple Couronne locale.
Il faisait la monte à $ 6000 en 2010 lorsqu'il s'accidente seul dans son paddock en Pennsylvanie et meurt de fractures aux cervicales.

## Origines
Real Quiet est le meilleur fils de Quiet American, miler de talent, vainqueur du NYRA Mile en 1990 et bon étalon à Darley Stud, notamment grâce à ses filles. Sa mère, Really Blue, avait montré un peu de qualité en piste et donné, outre Real Quiet, Mining My Business (par Mining), à son tour mère de la bonne Real Cosy (par Cozzene), lauréate des Fair Ground Oaks (Gr.2) et deuxième des Kentucky Oaks, des Mother Goose Stakes et troisième des Acorn Stakes. Really Blue était issue de Meadow Blue, une propre sœur du champion Majestic Prince et de Crowned Prince, couronné meilleur 2 ans de sa génération en Angleterre, vainqueur des Champagne Stakes et les Dewhurst Stakes. Il s'agit d'une famille maternelle française issue de l'élevage d'Edmond Blanc, qui prend pied aux États-Unis dans les années 40 à la faveur de l'importation de Boudoir par le nabab d'Hollywood Louis B. Mayer. Cette jument classique, deuxième des Irish 1000 Guineas, allait brillamment tracer au haras. Elle est la mère de Your Host, vainqueur du Santa Anita Derby en 1950, et, via ses filles, l'aïeule de l'étalon de tête His Majesty, de l'étoile filante Graustark ou encore de Whiskey Road, qui s'illustra comme étalon en Australie.

### Pédigrée
| Origines de Real Quiet (USA), mâle bai né en 1995 | Origines de Real Quiet (USA), mâle bai né en 1995 | Origines de Real Quiet (USA), mâle bai né en 1995 | Origines de Real Quiet (USA), mâle bai né en 1995 |
| ------------------------------------------------- | ------------------------------------------------- | ------------------------------------------------- | ------------------------------------------------- |
| Père Quiet American 1986                          | Fappiano 1977                                     | Mr. Prospector                                    | Raise a Native                                    |
| Père Quiet American 1986                          | Fappiano 1977                                     | Mr. Prospector                                    | Gold Digger                                       |
| Père Quiet American 1986                          | Fappiano 1977                                     | Killaloe                                          | Dr. Fager                                         |
| Père Quiet American 1986                          | Fappiano 1977                                     | Killaloe                                          | Grand Splendor                                    |
| Père Quiet American 1986                          | Demure 1977                                       | Dr. Fager                                         | Rough'n Tumble                                    |
| Père Quiet American 1986                          | Demure 1977                                       | Dr. Fager                                         | Aspidistra                                        |
| Père Quiet American 1986                          | Demure 1977                                       | Quiet Charm                                       | Nearctic                                          |
| Père Quiet American 1986                          | Demure 1977                                       | Quiet Charm                                       | Cequillo                                          |
| Mère Really Blue 1983                             | Believe It 1975                                   | In Reality                                        | Intentionally                                     |
| Mère Really Blue 1983                             | Believe It 1975                                   | In Reality                                        | My Dear Girl                                      |
| Mère Really Blue 1983                             | Believe It 1975                                   | Breakfast Bell                                    | Buckpasser                                        |
| Mère Really Blue 1983                             | Believe It 1975                                   | Breakfast Bell                                    | Reveille                                          |
| Mère Really Blue 1983                             | Meadow Blue 1975                                  | Raise a Native                                    | Native Dancer                                     |
| Mère Really Blue 1983                             | Meadow Blue 1975                                  | Raise a Native                                    | Raise You                                         |
| Mère Really Blue 1983                             | Meadow Blue 1975                                  | Gay Hostess                                       | Royal Charger                                     |
| Mère Really Blue 1983                             | Meadow Blue 1975                                  | Gay Hostess                                       | Your Hostess (famille 4-d)                        |